# Yacimiento de s'Illot

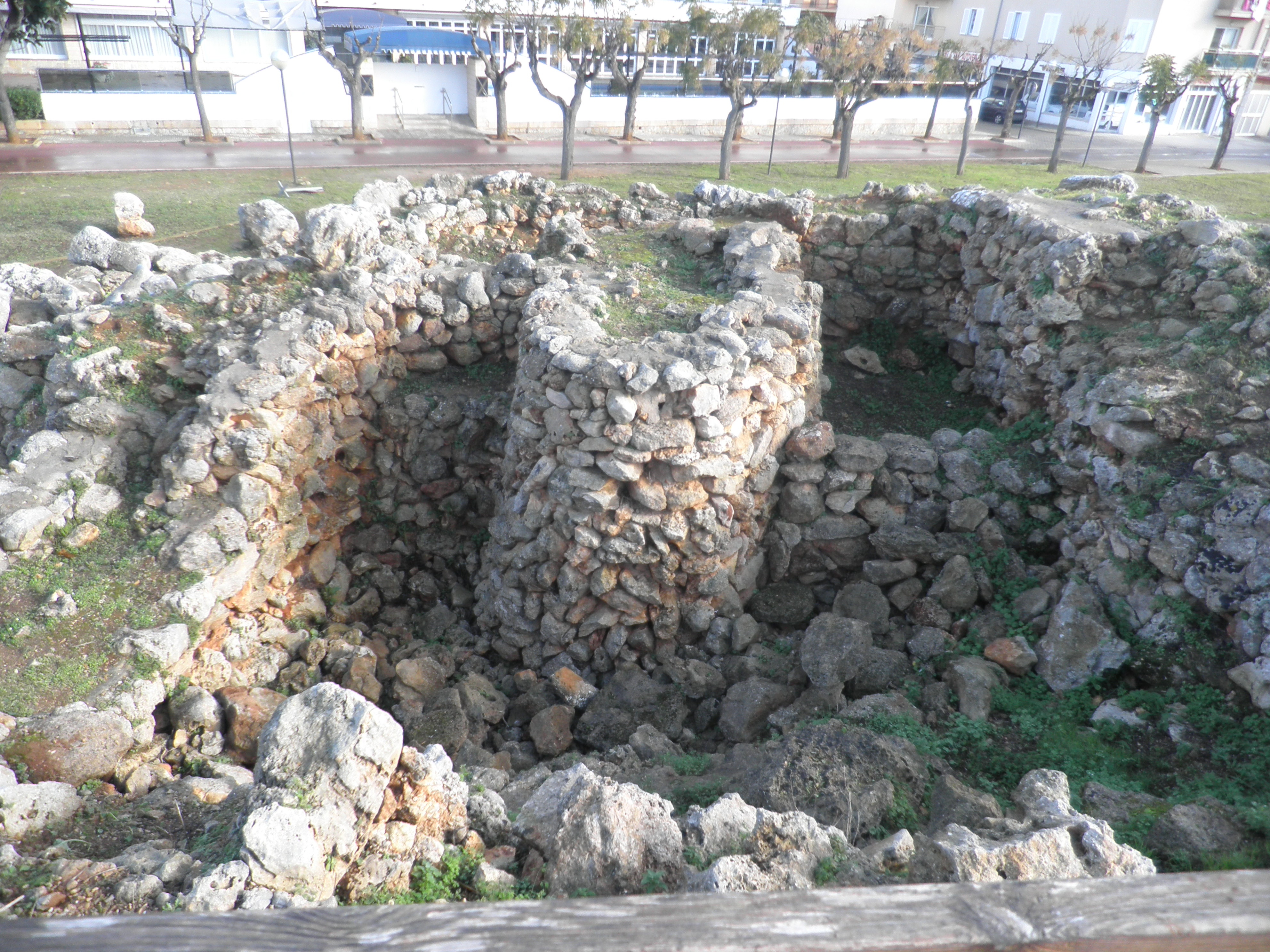
Vista general conjunto talayótico.

El yacimiento arqueológico de s'Illot es un poblado talayótico, formado por diferentes conjuntos de edificios comunales, en torno de los cuales se construyeron las casas donde vivía la comunidad. Está considerado uno de los poblados más importantes del levante de Mallorca de la cultura talayótica y postalayótica (850-123 a. C.), tanto por su variedad monumental como por su compleja y dilatada evolución histórica. Conserva un extenso tramo de muralla que originalmente debía rodear la totalidad del poblado. Actualmente el conjunto arqueológico de s'Illot es de carácter público. Se sitúa en el municipio español de San Lorenzo del Cardezar, en las Islas Baleares, en un territorio llano a escasos metros del mar Mediterráneo.

## Localización
El yacimiento arqueológico se encuentra en la localidad de S'Illot, núcleo situado en el punto más septentrional de la costa, a unos 16 km de Manacor y perteneciente al municipio antes señalado. Es un pequeño núcleo donde se encuentran algunos establecimientos hoteleros y también residencias veraniegas de los habitantes del municipio. Se sitúa a escasos metros de la playa y además en las cercanías con un torrente, pero más característico aún es la presencia de una cueva de agua dulce en el conjunto la que lleva a una laguna en el interior de esta cueva. Se encuentra en la actualidad en medio de diferentes conjuntos hoteleros, pese a esto, en la antigüedad esta situación geográfica era muy planificada, ya que se contaba con gran visibilidad del terreno, se controlaba la bahía de Sa coma y de s'Illot, además de contar con la protección de las montañas situadas en Manacor y Artá.
Las coordenadas UTM son: X:531975.79, Y:4379947.53

## Suelo, vegetación y recursos hídricos
El suelo del yacimiento está compuesto por tierras argilosas (calroig). Esta tierra es muy apta para el cultivo de árboles frutales y otro tipo de alimentos como los cereales. Presenta una gran potencia agrícola y un bajo nivel de erosión. En definitiva, es una zona con sedimentos buena para la agricultura. La vegetación predominante es de pinos y acebuches. Este tipo de árboles dañan las estructuras y modifican la constitución de los muros. En este yacimiento se encuentra una cueva natural de agua dulce, cosa importante ya que por este motivo el poblado se estableció en ese lugar concreto. También se puede decir que en la cueva hay una laguna.

## Marco cronológico e historia
El yacimiento de S’Illot presenta una ocupación de más de 1000 años a lo largo de los cuales de fue configurando la estructura actual del poblado. Los restos más antiguos son de finales de la Edad de Bronce (1100-850 a. C.), sobre las cuales se construyeron los conjuntos arquitectónicos que pueden observarse actualmente. La ocupación intensa del poblado se debió iniciar en torno al 900 a. C. i debió finalizar en el siglo I a. C., aunque sigue siendo ocupado en menor intensidad hasta la dominación islámica. Finalmente, sabemos que este poblado pertenece a la cultura talayótica y post-talayótica, ya que el talayot principal está rodeado de habitaciones en forma de riñón. Después encontramos dos habitaciones grandes y dos santuarios de forma absidial de esta época, así como la muralla. En la década de los 60 el poblado fue excavado por la Universidad de Marburg. Existe una hipótesis histórica sobre el desembarco de los romanos en Cala Millor o Sa Coma para colonizar la isla, que realza el valor de este lugar. Estos megalitos fueron declarados patrimonio cultural en 1951. Se especula que podría haber sido uno de los primeros lugares donde los primeros habitantes de la isla establecieron contacto con mercaderes extranjeros, probablemente de otras islas del Mediterráneo occidental. Ahora las ruinas no pueden decírnoslo, solo se puede especular mientras mira hacia el mar del este.

## Otros yacimientos visibles
Desde el yacimiento, se pueden visualizar otros yacimientos cercanos como pueden ser: Sa punta de N’Amer, Talayot de Na Pol y Talayot de Cala Morlanda, aunque los hoteles que se encuentran alrededor del yacimiento, dificultan su visibilidad.

## Descripción del conjunto

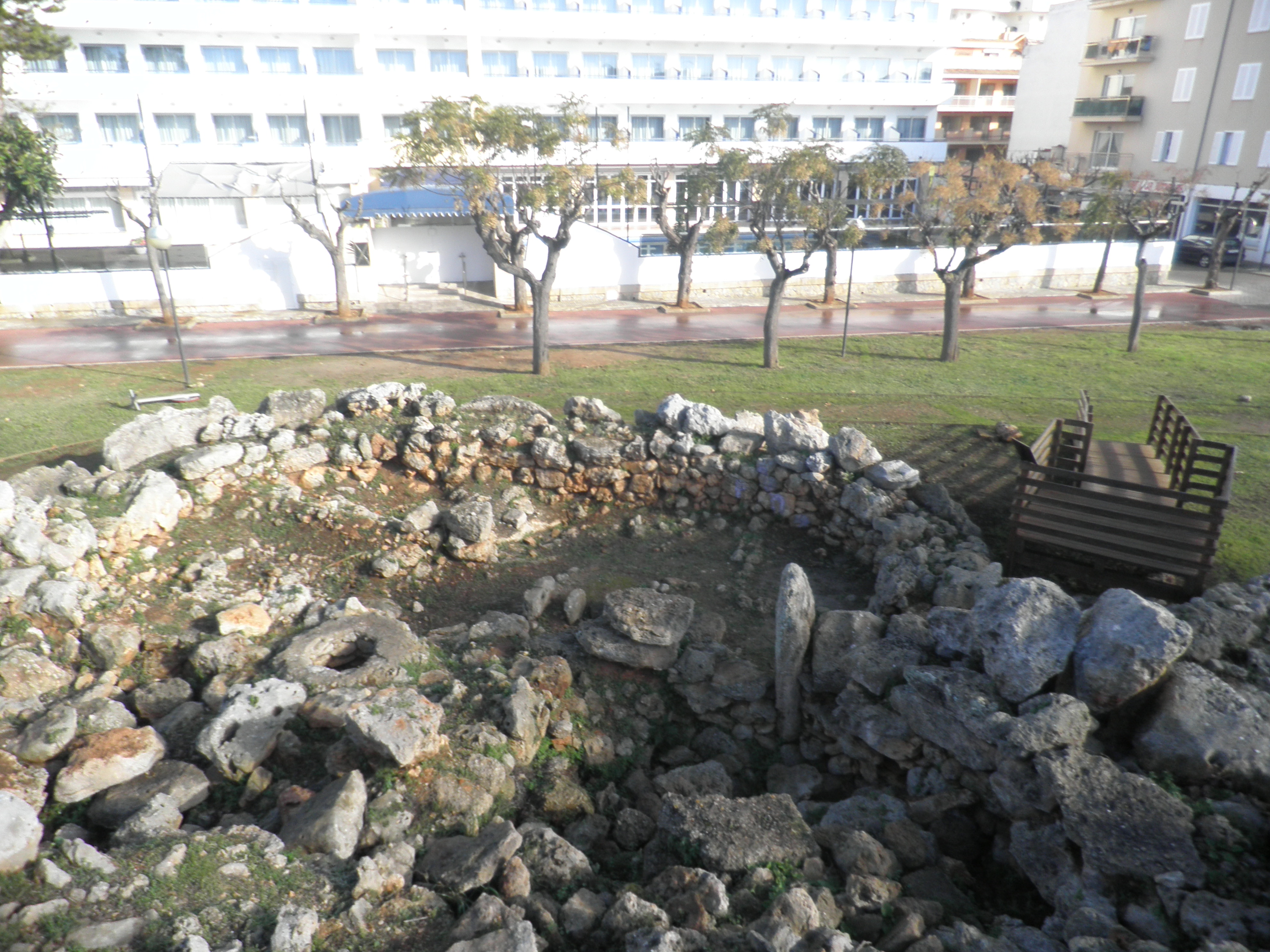
Talayot de s'Illot

El poblado está formado por diferentes áreas de construcciones ciclópeas agrupadas en cinco grandes conjuntos:

### Zona antigua del poblado
Turriforme escalonado donde se encontró la cueva de agua dulce. Habitaciones domésticas adosadas que podrían ser del 850 al 550 a. C. las más cercanas y las más lejanas a partir del 550 a. C.

### Habitaciones de planta rectangular adosadas al talayot de planta circular

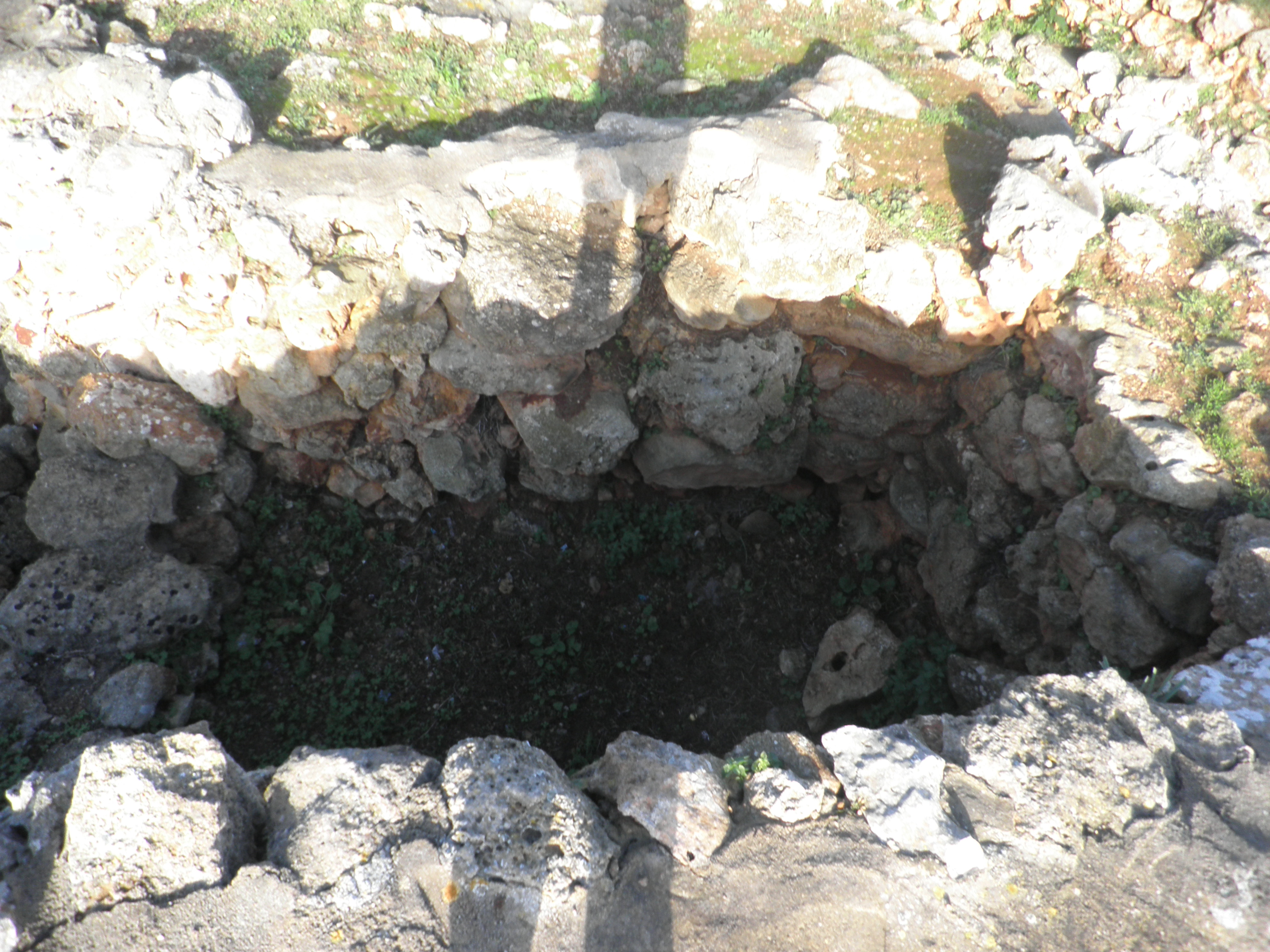
Vista preliminar de una habitación adosada

En este talayot se debían realizar actividades comunales como el reparto de alimentos y diferentes tipos de ceremonias, mientras que en las habitaciones adosadas debían vivir las familias del poblado.

### Delimitada por una gran muralla
Formada por grandes bloques ciclópeos de piedra calcárea que en algunos casos supera una tonelada de peso. Se cree que esta muralla que debía de rodear el conjunto arquitectónico tenía una función defensiva además de simbólica en cuanto a los avances arquitectónicos de los integrantes del poblado para poder realizarla.

### Talayot interior y habitaciones adosadas
En segunda línea del talayor principal podemos encontrar unos talayots de planta circular. En el talayot debían de realizarse actividades comunales como reparto de alimentos o ceremonias, mientras que en las habitaciones adosadas a este debían de vivir familias pertenecientes al poblado. Tenían tanto una función defensiva como simbólica de la fuerza de la comunidad capaz de construirla.

### Adosado a la muralla
Se localiza un gran talayot de planta circular en una habitación adosada de planta arriñonada. Se trata de una de las pocas casas excavadas arqueológicamente del poblado. Con una entrada lateral, se divide en tres ámbitos: uno pequeño a la derecha de la entrada, un segundo mucho más grande en el centro dónde se encuentra un hogar dónde se cocinaba y un tercer ámbito dónde se localizó un segundo hogar.

### Edificios relevantes o santuarios
En primera línea del poblado encontramos una composición con una construcción de planta absidial, una de estas conserva la base de una columna, se pueden interpretar como santuario o un edificio singular, característico respecto al resto que componen el conjunto. 

## Grado de conservación y potencialidad para la visita

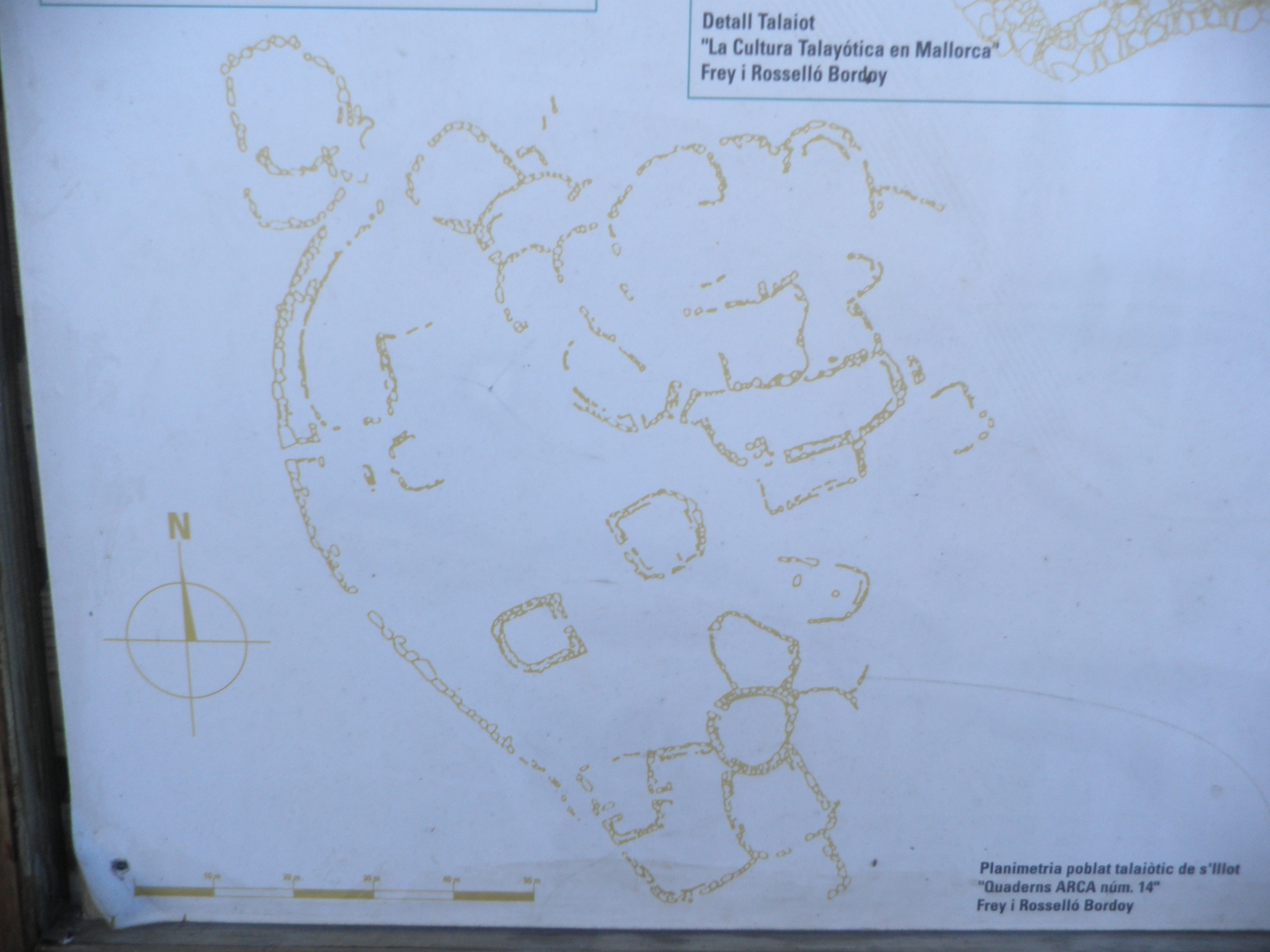
Yacimiento talayótico de s'Illot

En cuanto al grado de conservación del carácter cultural es alto, ya que se trata de un lugar cuidado y bien señalizado. Cuenta además con un museo. Por lo que se refiere al conjunto, el grado de conservación es bajo, debido a que el yacimiento se sitúa en un núcleo urbano turístico dónde la presión antrópica es muy elevada y la incidencia erosiva tanto del viento como del agua situada a pocos metros, también. Se puede acceder fácilmente al yacimiento en coche. Cuenta con indicadores, carteles señalizadores y paneles informativos, tanto de éste como del museo que se encuentra al lado. Sería conveniente transmitir la idea de conservar todo este patrimonio, no solo por su valor monumental sino también por el valor científico que tiene. Obviamente también por su valor simbólico a la hora de reforzar señas de identidad colectiva. El sitio de excavación tiene una superficie de aproximadamente 8000 m². La zona no está vallada y es de libre acceso, e incluye un centro de visitantes que alberga información sobre la historia del pueblo talayótico.

## Museo
El conjunto talayótico de s'Illot cuenta dentro del mismo con un museo propio adosado a pocos metros el cual con gran información del mismo propone diversas maneras de entender la cultura talayótica además de contar con múltiples maquetas y reproducciones de como debía de ser el conjunto talayótico en su momento histórico.